# امل امین
امل امین (انگلیسی: Aml Ameen؛ زادهٔ (۳۰ ژوئیهٔ ۱۹۸۵) در لندن) یک هنرپیشه اهل بریتانیا است. او در سال ۲۰۰۶ موفق به کسب جایزه موبو اواردز (MOBO Awards) گردید. وی تجربه کار در کنار بازیگران آمریکایی نظیر ترنس هاوارد و کوبا گودینگ جونیور را در کارنامه هنری خود دارد.

## فیلم شناسی
- سی‌اس‌آی: میامی - ۲۰۰۶ میلادی
- دم‌قرمزها - ۲۰۱۲ میلادی
- مدرک -در نقش افسر جانسون -۲۰۱۳ میلادی
- پیشخدمت - ۲۰۱۳ میلادی
- دونده مارپیچ - ۲۰۱۴ میلادی
- بدو عزیزم بدو
- لیلا و حوا - ۲۰۱۵ میلادی
- من نرو هستم در نقش برانکس - ۲۰۱۶ میلادی
- نفوذى: فرارى رديف اول - ٢٠١٩ ميلادى

## وینود به بیرون
- Aml Ameen در بانک اطلاعات اینترنتی فیلم‌ها (IMDb)